# 제10방면군
제10방면군(第10方面軍 다이쥬호멘군[*]은 일본 제국 육군의 방면군이다. 일본인 국민의용대와 예비군, 민병대, 징집된 학생들로 구성된 타이완인 일본군인 부대였다. 제10방면군 사령장관은 대만군/대만군관구 사령장관을 겸임하였다..

## 역사
1944년 9월 29일, 연합군의 타이완섬 상륙에 대비하여 대만군 전력증원을 위해 창설되었다. 제32군과 제40군을 편성하였다.
제10방면군 자체는 전투에 참가하지 않았으나, 1945년 5월 14일에 결호 작전에 따라 연합국의 규슈 상륙에 대비하여 제40군이 가고시마현로 넘어갔다. 그리고 오키나와 전투에서 전멸하였다.

## 간부
- 사령장관
  1. 대장 안도 리키치, 1944년 9월 22일 ~ 1945년 10월 25일
- 참모장
  1. 소장 이사야마 하루키(일본어판), 1944년 9월 22일 ~ 1945년 10월25일
- 참모부장
  1. 소장 기타가와 기요미(일본어판), 1944년 9월 22일  ~ 1945년 2월 12일
  2. 소장 우가키 마쓰시로 (宇垣松四郎), 1945년 2월 12일 ~ 1945년 10월 25일

## 부대
- 제32군
  - 제24사단
  - 제26사단
  - 제62사단
  - 독립혼성 제44여단
  - 독립혼성 제45여단
  - 독립혼성 제59여단
  - 독립혼성 제60여단
  - 독립혼성 제64여단; 제32군 괴멸후에 아마미 군도 수비를 위해 제16방면군으로 전속.
- 제40군; 1945년 5월 14일, 결호작전에 따라 가고시마로 이동.
- 제9사단
- 제12사단
- 제50사단
- 제66사단
- 제71사단
- 제8비행사단
- 독립혼성 제61여단
- 독립혼성 제75여단; 호코(펑후) 요새
- 독립혼성 제76여단; 키이룬(지룽) 요새
- 독립혼성 제100여단; 다카오(가요숭) 요새
- 독립혼성 제102여단
- 독립혼성 제112여단

## 참조

### 인용
1. ↑  秦郁彦 2005, 360쪽, 「台湾軍司令官」.
2. ↑  秦郁彦 2005, 355쪽, 「第10方面軍司令官」.

### 자료
- 秦郁彦 (2005). 《日本陸海軍総合事典》 (일본어) 2판. 東京大学出版会.